# Macrotarsipus albipunctus
Macrotarsipus albipunctus là một loài bướm đêm thuộc họ Sesiidae. Nó được tìm thấy ở Myanmar và miền trung Việt Nam. Cũng có ghi nhận từ Kenya và Malawi.
Sải cánh dài 22–24 mm.